# میان تپه کد (۳۸ - k)
میان تپه کد (۳۸ - k) مربوط به دوره اشکانیان - دوره ساسانیان است و در شهرستان کنگاور، روستای اسلامی آباد واقع شده و این اثر در تاریخ ۲۴ فروردین ۱۳۸۲ با شمارهٔ ثبت ۸۱۲۹ به‌عنوان یکی از آثار ملی ایران به ثبت رسیده است.